# Мария Спиропулу
Мария Спиропулу (на гръцки: Μαρία Σπυροπούλου) е гръцка експериментална физичка от Егейска Македония.

## Биография
Роден е западно македонския град Костур, Гърция. Завършва бакалавърска степен по физика в Солунския университет в 1993 година. Докторската си степен защитава в Харвардския университет в 2000 година. В докторската си тези Спиропулу показва новаторски подход.
Мария Спиропулу продължава експерименти в Чикагския университет от 2001 до 2003 година. В 2004 година прехвърля работата си в ЦЕРН. Тя е старпи научен изследовател в ЦЕРН то 212 година, когато се посвещава на работата си като професор в Калифорнийски технологичен институт – длъжност, която заема от 2009 година.
Спиропулу е автор на „Where is Einstein?“ (Къде е Айнщайн?) – последната глава в книгата „My Einstein: Essays by Twenty-four of the World's Leading Thinkers on the Man, His Work, and His Legacy“.
В 2014 година е избрана да заеме поста на председател на Форума по международна физика на Американското физическо общество в 2016.
Носителка е на много престижни признания в областта на физиката.